# Nado sincronizado no Campeonato Mundial de Esportes Aquáticos de 2015 - Rotina técnica dueto
A rotina técnica dueto do nado sincronizado no Campeonato Mundial de Esportes Aquáticos de 2015 foi realizada no dia 26 de julho em Cazã na Rússia. 

## Calendário
| Fase          | Data        |
| ------------- | ----------- |
| Eliminatórias | 26 de julho |
| Final         | 26 de julho |

## Medalhistas
| Ouro                                            | Prata                              | Bronze                              |
| Rússia · Natalia Ishchenko · Svetlana Romashina | China · Huang Xuechen · Sun Wenyan | Japão · Yukiko Inui · Risako Mitsui |

## Resultados
| Pos.              | Nacionalidade   | Nadadora                                | Eliminatória | Eliminatória | Final   | Final |
| Pos.              | Nacionalidade   | Nadadora                                | Pontos       | Pos.         | Pontos  | Pos.  |
| ----------------- | --------------- | --------------------------------------- | ------------ | ------------ | ------- | ----- |
| Medalha de ouro   | Rússia          | Natalia Ishchenko Svetlana Romashina    | 94.5715      | 1            | 95.4672 | 1     |
| Medalha de bronze | China           | Huang Xuechen Sun Wenyan                | 92.2791      | 2            | 93.3279 | 2     |
| Medalha de prata  | Japão           | Yukiko Inui Risako Mitsui               | 90.3504      | 3            | 92.0079 | 3     |
| 4                 | Ucrânia         | Lolita Ananasova Anna Voloshyna         | 90.2596      | 4            | 91.6770 | 4     |
| 5                 | Espanha         | Clara Camacho Ona Carbonell             | 89.3526      | 5            | 90.0157 | 5     |
| 6                 | Canadá          | Jacqueline Simoneau Karine Thomas       | 87.6537      | 6            | 89.4176 | 6     |
| 7                 | Itália          | Linda Cerruti Costanza Ferro            | 87.6477      | 7            | 87.5775 | 7     |
| 8                 | Grécia          | Evangelia Koutidi Evangelia Platanioti  | 84.1564      | 9            | 85.3878 | 8     |
| 9                 | França          | Laura Augé Margaux Chrétien             | 84.9664      | 8            | 84.7751 | 9     |
| 10                | México          | Karem Achach Nuria Diosdado             | 83.1534      | 10           | 83.8304 | 10    |
| 11                | Áustria         | Anna-Maria Alexandri Eirini Alexandri   | 82.3507      | 12           | 83.5146 | 11    |
| 12                | Estados Unidos  | Anita Alvarez Mariya Koroleva           | 83.0493      | 11           | 83.5089 | 12    |
| 13                | Coreia do Norte | Kang Un-ha Kim Un-a                     | 82.0469      | 13           |         |       |
| 14                | Brasil          | Luisa Borges Maria Eduarda Miccuci      | 81.7065      | 14           |         |       |
| 15                | Cazaquistão     | Alexandra Nemich Yekaterina Nemich      | 80.9472      | 15           |         |       |
| 16                | Chéquia         | Soňa Bernardová Alžběta Dufková         | 80.6425      | 16           |         |       |
| 17                | Suíça           | Sophie Giger Sascia Kraus               | 80.1645      | 17           |         |       |
| 18                | Argentina       | Etel Sánchez Sofía Sánchez              | 79.8065      | 18           |         |       |
| 19                | Bielorrússia    | Iryna Limanouskaya Veronika Yesipovich  | 79.1333      | 19           |         |       |
| 20                | Israel          | Anastasia Gloushkov Ievgeniia Tetelbaum | 79.0927      | 20           |         |       |
| 21                | Eslováquia      | Naďa Daabousová Jana Labáthová          | 77.9122      | 21           |         |       |
| 22                | Colômbia        | Estefania Álvarez Monica Arango         | 77.9068      | 22           |         |       |
| 23                | Egito           | Samia Ahmed Dara Hassanien              | 75.1661      | 23           |         |       |
| 24                | Reino Unido     | Jodie Cowie Genevieve Randall           | 74.6512      | 24           |         |       |
| 25                | Uzbequistão     | Yuliya Kim Anastasiya Ruzmetova         | 73.9526      | 25           |         |       |
| 26                | Turquia         | Defne Bakırcı Mısra Gündeş              | 72.7531      | 26           |         |       |
| 27                | Chile           | Kelley Kobler Natalie Lubascher         | 72.2984      | 27           |         |       |
| 28                | Austrália       | Bianca Hammett Nikita Pablo             | 72.0011      | 28           |         |       |
| 29                | Singapura       | Stephanie Chen Mei Qi Debbie Soh Li Fei | 71.6715      | 29           |         |       |
| 30                | Aruba           | Anouk Eman Kyra Hoevertsz               | 71.2453      | 30           |         |       |
| 31                | Bulgária        | Daniela Bozadzhieva Hristina Damyanova  | 71.1065      | 31           |         |       |
| 32                | Venezuela       | Oriana Carillo Greisy Gómez             | 71.0905      | 32           |         |       |
| 33                | Coreia do Sul   | Uhm Ji-wan Won Ji-soo                   | 69.4136      | 33           |         |       |
| 34                | Portugal        | Ana Baptista María Queiroga             | 68.6962      | 34           |         |       |
| 35                | Costa Rica      | Fiorella Calvo Natalia Jenkins          | 68.2496      | 35           |         |       |
| 36                | Hong Kong       | Cho Man Yee Nora Michelle Hoi Ting Lau  | 65.7396      | 36           |         |       |
| 37                | África do Sul   | Emma Manners-Wood Laura Strugnell       | 65.3539      | 37           |         |       |
| 38                | {CUB}}          | Cristy Alfonso Melissa Alonso           | 64.8561      | 38           |         |       |